# سرب(II) کلرید
کلرید سرب (II) (به انگلیسی: Lead(II) chloride) با فرمول شیمیایی PbCl2 یک ترکیب شیمیایی با شناسه پاب‌کم 166945 است. که جرم مولی آن 278.10 g/mol می‌باشد. شکل ظاهری این ترکیب، جامد سفید بی بو است.